# Felipe Baloy
Felipe Abdiel Baloy Ramírez (Ciutat de Panamà, 24 de febrer de 1981) és un jugador de futbol professional panameny. El 24 de juny de 2018, Baloy va marcar el primer gol de la història del Panamà en una fase final de la Copa del Món en la derrota de la seva selecció contra la selecció anglesa per 6-1.

## Palmarès

### Club
Monterrey
- Primera Divisió (1): Apertura 2009

Santos Laguna
- Primera Divisió (1): Clausura 2012

### Individual
- Millor XI de la Copa d'Or de la CONCACAF de 2005